# Besucherterrasse (Flughafen)

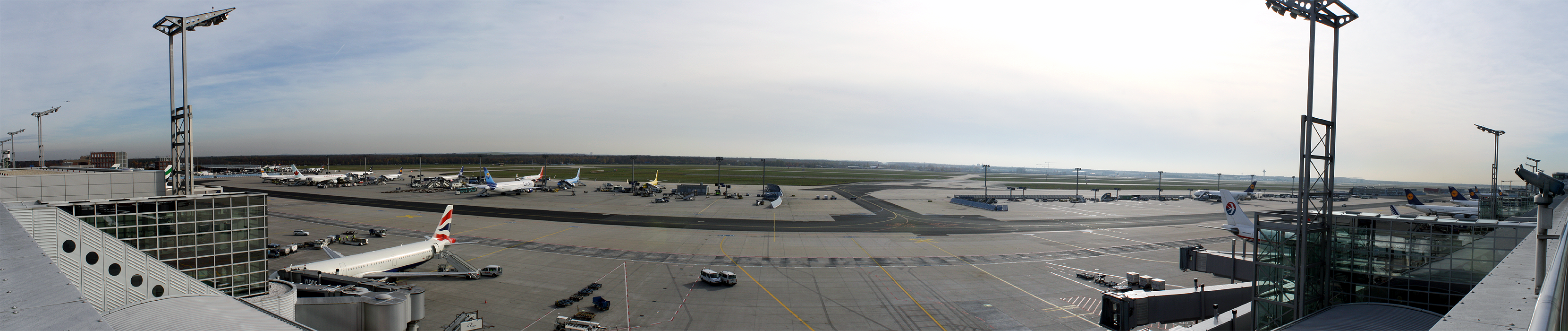
Der Blick auf das Vorfeld des Flughafens Frankfurt. Aufgenommen von einer Besucherterrasse.

Die Besucherterrasse (auch: Flughafenterrasse) ist ein Ort an einem Flughafen, der durch seine Bauweise gut geeignet ist, das Geschehen und die Bewegungsabläufe auf einem Flughafenvorfeld zu beobachten. Häufig, aber nicht ausschließlich, befinden sich Besucherterrassen auf dem Dach eines Flugsteigs.
Eine Besucherterrasse ist nicht an jedem Flughafen anzutreffen. Hat ein Flughafen ein hohes Verkehrsaufkommen, so bietet oft auch die Besucherterrasse entsprechend viel Platz. Auf manchen größeren Besucherterrassen ist ein gastronomisches Angebot zu finden; ein Beispiel dafür ist der Flughafen Frankfurt.
Oftmals wird Eintrittsgeld für den Besuch einer Besucherterrasse verlangt.